# Н’Са, Крисновик
Крисновик Иземоли Н’Са (англ. Chrisnovic Isemoli N’Sa; род. 28 января 1999, Монреаль, Квебек) — канадский футболист, защитник шведского «Эстерсунда».

## Клубная карьера
Начал заниматься футболом в «Конкордии» в девятилетнем возрасте. Затем занимался в «Паннелиниосе», откуда в 2016 году перешёл в академию «Монреаль Импакт», где провёл два года. В 2018 году перешёл в «Лонгёй», с которым выступал в футбольной лиге Квебека.
В феврале 2019 года подписал свой первый профессиональный контракт с «Галифакс Уондерерс». В его составе 29 апреля дебютировал в канадской премьер-лиге в игре с «Пасификом». В сезоне 2020 года вместе с клубом дошли до финала турнира, в котором уступили «Форджу».
В ноябре 2020 года Н’Са перешёл в «Йорк Юнайтед». Первую игру за клуб провёл 28 июня 2021 года в первом туре чемпионата против «Кавалри», появившись на поле в стартовом составе. За два года, проведённых в клубе приня участие в 59 матчах, в которых забил три мяча.
В феврале 2023 года присоединился к американскому «Хантсвилл Сити», выступавшему в MLS Next Pro. Впервые в его составе появился на поле 26 марта против «Краун Легаси». Весной на правах аренды вызывался в головной клуб «Нэшвилл» для участия в Открытом кубке США, но на турнире не провёл ни одной игры.
7 января 2024 года перебрался в Швецию, где присоединился к «Эстерсунду», подписав контракт, рассчитанный на два года. Впервые за новый клуб сыграл 17 февраля в игре группового этапа кубка Швеции с «Хеккеном». 13 апреля во встрече с «Варбергом» дебютировал в Суперэттане.

## Личная жизнь
Родители родились в Демократической Республике Конго в городе Киншаса. Его младший брат Феликс также футболист, они вместе выступали за «Йорк Юнайтед».

## Клубная карьера
| Выступление        | Выступление      | Выступление      | Лига | Лига | Кубки | Кубки | Конт. кубки | Конт. кубки | Итого | Итого |
| Клуб               | Лига             | Сезон            | Игры | Голы | Игры  | Голы  | Игры        | Голы        | Игры  | Голы  |
| ------------------ | ---------------- | ---------------- | ---- | ---- | ----- | ----- | ----------- | ----------- | ----- | ----- |
| Галифакс Уондерерс | Премьер-лига     | 2019             | 18   | 0    | 3     | 0     | 0           | 0           | 21    | 0     |
| Галифакс Уондерерс | Премьер-лига     | 2020             | 9    | 0    | 0     | 0     | 0           | 0           | 9     | 0     |
| Галифакс Уондерерс | Итого            | Итого            | 27   | 0    | 3     | 0     | 0           | 0           | 30    | 0     |
| Йорк Юнайтед       | Премьер-лига     | 2021             | 27   | 1    | 2     | 0     | 0           | 0           | 29    | 1     |
| Йорк Юнайтед       | Премьер-лига     | 2022             | 27   | 2    | 3     | 0     | 0           | 0           | 30    | 2     |
| Йорк Юнайтед       | Итого            | Итого            | 54   | 3    | 5     | 0     | 0           | 0           | 59    | 3     |
| Хантсвилл Сити     | MLS Next Pro     | 2023             | 25   | 2    | 0     | 0     | 0           | 0           | 25    | 2     |
| Хантсвилл Сити     | Итого            | Итого            | 25   | 2    | 0     | 0     | 0           | 0           | 25    | 2     |
| Эстерсунд          | Суперэттан       | 2024             | 16   | 1    | 3     | 0     | 0           | 0           | 19    | 1     |
| Эстерсунд          | Итого            | Итого            | 16   | 1    | 3     | 0     | 0           | 0           | 19    | 1     |
| Всего за карьеру   | Всего за карьеру | Всего за карьеру | 122  | 6    | 11    | 0     | 0           | 0           | 133   | 6     |